# Huaylas (etnia)
Los huaylas, que estaban separados en dos parcialidades administrativas, hurin huaylas y hanan huaylas, fueron una etnia preinca que se distribuyó en la sierra central de la región Áncash, en el Perú. Sus orígenes culturales se remontan al Intermedio Tardío, desde el 1200, hasta la caída del imperio inca a manos de los conquistadores españoles en la década de 1540.
Actualmente, los miembros de este grupo étnico son descendientes mestizos debido al proceso de mezcla de etnias que se practicó durante la colonización española por más de 3 siglos.

## Historia
El grupo huaylas abarcaba el extenso y fértil valle del río Santa denominado como Callejón de Huaylas, delimitado al norte por el cañón del Pato y al sur por la meseta de Conococha, que coincide con las actuales provincias de Recuay, Aija, Huaraz, Carhuaz, Yungay y la provincia de Huaylas.

### Época inca
Los huaylas fueron incorporados al imperio incaico entre 1470 y 1490, tras una serie de levantamientos contra el imperio inca en expansión liderado por los emperadores Túpac Yupanqui y Huayna Cápac, el extenso señorío de huaylas, confederado con los conchucos, piscopampas y huaris, se rindieron al embate inca con un alto costo: Pumacayán, el templo más importante de los huaylas fue destruido y en calidad de vasallaje, los curacas de las etnias mencionadas se vieron obligados a enviar a sus hijas con el inca para que se unieran a él en calidad de esposas secundarias.
Tras la conquista inca, siguiendo el ordenamiento poblacional cusqueño, los huaylas fueron subdivididos en dos parcialidades: Hanan Huaylas y Hurin Huaylas, territorios que comprendían a las provincias de Huaylas, Yungay y Carhuaz, y las provincias de Huaraz, Recuay, Aija y parte de Huarmey, respectivamente. Designaron dos curacas para cada parcialidad con sus respectivos adoratorios mayores. Destacando a Hanan Huaylas como la más importante por contar con, quizás el segundo valle más fértil del imperio, luego del Valle Sagrado de los Incas, pronto, los huaylas tuvieron papel preponderante en el cusco imperial.
Personajes destacados:
- Pomapacha: Curaca de hanan huaylas, durante su gobierno, los huaylas fueron incorporados al imperio incaico.
- Lliuya Tacaychin: Curaca de hurin huaylas, durante su gobierno, los huaylas fueron incorporados al imperio incaico.
- Contarhuacho. Hija de Pomapacha, curaca de Hanan Huaylas. Fue esposa secundaria de Huayna Cápac y madre de Quispe Sisa, quien fue bautizada como Inés de Huaylas, quien fuera esposa de Francisco Pizarro. Contarhuacho fue designada por Pizarro como curaca de Tocash y Huaylas y tuvo destacada participación durante el Cerco de Lima en agosto de 1536, enviando desde Huaylas un gran contingente de nativos que defenderían Lima aliados con los españoles de las huestes incas de Quizu Yupanqui.
- Inés de Huaylas. Ñusta, hermana de Huáscar y Atahualpa, primera mujer de Francisco Pizarro y personaje destacado en la Conquista del Perú.
- Añas Colque. Hija del curaca de Hurin Huaylas, esposa secundaria de Huayna Cápac y madre de Paullu Inca.
- Paullu Inca. Príncipe inca, hijo de Huayna Capac y Añas Colque, señor de Cusco y hermano Manco Inca, señor de Vilcabamba.